# 드로플레톤
드로플레톤(dropleton) 또는 양자 드로플렛(quantum droplet)은 전자들과 양공 들이 반도체 속 안에 모여 이루는 준입자이다. 드로플레톤은 많은 다른 준입자들과 다르게 액체의 성질을 보이지 않는다. 2014년 2월 26일 네이처지에 드로플레톤이 만들어진 사실이 처음 공표되었고 이것은 짧은 파장의 레이저 펄스에 의해 갈륨비소 양자 우물 안쪽의 양공 플라즈마에서 드로플레톤이 생성된다는 증거를 제공했다. 드로플레톤의 존재는 실험 이전에는 예견되지 않았다. 
25피코초의 짧은 수명에도 불구하고 드로플레톤은 연구될 만큼 안정하고 양자 역학에서 관심을 끌만한 흥미로운 성질을 가진다. 드로플레톤은 200나노미터의 지름을 가지고 있다.